# Utricularia malabarica
Utricularia malabarica är en tätörtsväxtart som beskrevs av M.K. Janarthanam och A.N. Henry. Utricularia malabarica ingår i släktet bläddror, och familjen tätörtsväxter. Inga underarter finns listade i Catalogue of Life.